# 克拉克變換
克拉克變換（Clarke transformation）也稱為{\displaystyle \alpha \beta \gamma }變換，是電機工程學裡簡化三相電分析的數學變換，常用在三相逆變器的控制上，可以將平衡的三相系統轉換為互相垂直的二相系統，方便信號的處理。
克拉克變換和派克变换（park transform）都是簡化三相電分析用的數學變換，在電機控制時也常一起使用。

## 歷史
伊迪絲·克拉克在1937年和1938年發表了應用在不平衡三相電力系統的變換及計算，此方法可以簡化計算。

## 定義
伊迪絲·克拉克用在三相電流的克拉克變換如下：
{\displaystyle i_{\alpha \beta \gamma }(t)=Ti_{abc}(t)={\frac {2}{3}}{\begin{bmatrix}1&-{\frac {1}{2}}&-{\frac {1}{2}}\\0&{\frac {\sqrt {3}}{2}}&-{\frac {\sqrt {3}}{2}}\\{\frac {1}{2}}&{\frac {1}{2}}&{\frac {1}{2}}\\\end{bmatrix}}{\begin{bmatrix}i_{a}(t)\\i_{b}(t)\\i_{c}(t)\end{bmatrix}}}
其中
{\displaystyle i_{abc}(t)}是一般的三相電流
{\displaystyle i_{\alpha \beta \gamma }(t)}是經{\displaystyle T}變換後所得的電流
逆變換為：
{\displaystyle i_{abc}(t)=T^{-1}i_{\alpha \beta \gamma }(t)={\begin{bmatrix}1&0&1\\-{\frac {1}{2}}&{\frac {\sqrt {3}}{2}}&1\\-{\frac {1}{2}}&-{\frac {\sqrt {3}}{2}}&1\end{bmatrix}}{\begin{bmatrix}i_{\alpha }(t)\\i_{\beta }(t)\\i_{\gamma }(t)\end{bmatrix}}.}
上述的克拉克變換保持了電機變數的量值。考慮以下對稱的三相電流信號
{\displaystyle {\begin{aligned}i_{a}(t)=&{\sqrt {2}}I\cos \theta (t),\\i_{b}(t)=&{\sqrt {2}}I\cos \left(\theta (t)-{\frac {2}{3}}\pi \right),\\i_{c}(t)=&{\sqrt {2}}I\cos \left(\theta (t)+{\frac {2}{3}}\pi \right),\end{aligned}}}
其中
{\displaystyle I}是{\displaystyle i_{a}(t)}、{\displaystyle i_{b}(t)}和{\displaystyle i_{c}(t)}的平方平均数
{\displaystyle \theta (t)}是隨時間變化的角度，可以表示為{\displaystyle \omega t}。
將上述三相電流信號進行變換，可得
{\displaystyle {\begin{aligned}i_{\alpha }=&{\sqrt {2}}I\cos \theta (t),\\i_{\beta }=&{\sqrt {2}}I\sin \theta (t),\\i_{\gamma }=&0,\end{aligned}}}
變換後的電流量值和變換前相同。

### 功率不變變換
電機系統的電壓和電流，經過上述的變換後，實功和虛功會和原系統會差一個係數，原因是因為{\displaystyle T}不是酉矩阵（unitary matrix）。若要讓實功和虛功的值在變換前後相同，需要用以下的變換
{\displaystyle i_{\alpha \beta \gamma }(t)=Ti_{abc}(t)={\sqrt {\frac {2}{3}}}{\begin{bmatrix}1&-{\frac {1}{2}}&-{\frac {1}{2}}\\0&{\frac {\sqrt {3}}{2}}&-{\frac {\sqrt {3}}{2}}\\{\frac {1}{\sqrt {2}}}&{\frac {1}{\sqrt {2}}}&{\frac {1}{\sqrt {2}}}\\\end{bmatrix}}{\begin{bmatrix}i_{a}(t)\\i_{b}(t)\\i_{c}(t)\end{bmatrix}},}
變換矩陣是酉矩阵，而且其逆矩陣恰好為其轉置矩陣
不過在此例中，變換後電流的量值就和變換前不同了，變換後的電流如下
{\displaystyle {\begin{aligned}i_{\alpha }=&{\sqrt {3}}I\cos \theta (t),\\i_{\beta }=&{\sqrt {3}}I\sin \theta (t),\\i_{\gamma }=&0.\end{aligned}}}
其逆變換為
{\displaystyle i_{abc}(t)={\sqrt {\frac {2}{3}}}{\begin{bmatrix}1&0&{\frac {1}{\sqrt {2}}}\\-{\frac {1}{2}}&{\frac {\sqrt {3}}{2}}&{\frac {1}{\sqrt {2}}}\\-{\frac {1}{2}}&-{\frac {\sqrt {3}}{2}}&{\frac {1}{\sqrt {2}}}\\\end{bmatrix}}{\begin{bmatrix}i_{\alpha }(t)\\i_{\beta }(t)\\i_{\gamma }(t)\end{bmatrix}}.}

### 簡化的變換
在平衡系統中，{\displaystyle i_{a}(t)+i_{b}(t)+i_{c}(t)=0}，因此，{\displaystyle i_{\gamma }(t)=0}。以下是簡化版的變換
{\displaystyle {\begin{aligned}i_{\alpha \beta }(t)&={\frac {2}{3}}{\begin{bmatrix}1&-{\frac {1}{2}}&-{\frac {1}{2}}\\0&{\frac {\sqrt {3}}{2}}&-{\frac {\sqrt {3}}{2}}\end{bmatrix}}{\begin{bmatrix}i_{a}(t)\\i_{b}(t)\\i_{c}(t)\end{bmatrix}}\\&={\begin{bmatrix}1&0\\{\frac {1}{\sqrt {3}}}&{\frac {2}{\sqrt {3}}}\end{bmatrix}}{\begin{bmatrix}i_{a}(t)\\i_{b}(t)\end{bmatrix}}\end{aligned}}}
是只考慮前二個方程的克拉克變換，其逆變換如下
{\displaystyle i_{abc}(t)={\frac {3}{2}}{\begin{bmatrix}{\frac {2}{3}}&0\\-{\frac {1}{3}}&{\frac {\sqrt {3}}{3}}\\-{\frac {1}{3}}&-{\frac {\sqrt {3}}{3}}\end{bmatrix}}{\begin{bmatrix}i_{\alpha }(t)\\i_{\beta }(t)\end{bmatrix}}}

## 幾何詮釋
克拉克變換可以視為是將三個相量（電壓或電流）投影到二個固定的座標軸（alpha軸和beta軸）上。若三相平衡的話，所有資訊都可以保留，因為方程{\displaystyle I_{a}+I_{b}+I_{c}=0}和變換後的{\displaystyle I_{\gamma }}的方程等效。若系統不平衡，則在投影後{\displaystyle I_{\gamma }}項會有誤差量。因此，{\displaystyle I_{\gamma }}為0表示三相系統平衡，可以只考慮二個座標下的運算。這是克拉克變換的優雅之處，在三相平衡的假設下，將三個分量的系統變換為二個分量的系統。
另一種理解的方式是方程{\displaystyle I_{a}+I_{b}+I_{c}=0}定義了一個在三維空間下的平面，alpha-beta座標空間可以理解為該平面上的座標，也就這二個座標軸都在{\displaystyle I_{a}+I_{b}+I_{c}=0}定義的平面上。
[[Image:AlphaBeta geometric interpretation.gif|center|frame|上圖是{\displaystyle \alpha \beta \gamma }變換應用在三個相差120度的對稱電流上。三個電流和對應電壓相量的角度差為{\displaystyle \delta }。圖中The {\displaystyle \alpha }-{\displaystyle \beta }軸的標示方式是讓{\displaystyle \alpha }軸和A相重合，電流向量{\displaystyle I_{\alpha \beta \gamma }}以角速度{\displaystyle \omega }旋轉，因為是三相平衡系統，沒有{\displaystyle \gamma }分量。

## 外部連結
- C.J. O'Rourke et al.  "A Geometric Interpretation of Reference Frames and Transformations: dq0, Clarke, and Park," in IEEE Transactions on Energy Conversion, vol. 34, no. 4, pp. 2070-2083, Dec. 2019. （页面存档备份，存于）